# Jacques III de Majorque
Pour les articles homonymes, voir Jacques III.
Jacques III / Jaume III, né le 5 avril 1315 à Catane et mort 25 octobre 1349 à Llucmajor , est un souverain majorquin du XIVe siècle. Il est roi de Majorque, comte de Roussillon et de Cerdagne, seigneur de Montpellier et prétendant à la principauté d'Achaïe.
Durant son règne, il tente principalement de libérer son royaume de la vassalité envers les couronnes d'Aragon et de France. Mais, durant la guerre de Cent Ans, les manœuvres de Pierre IV d'Aragon (dit Pierre le Cérémonieux) le poussent à se brouiller avec le roi de France et à rechercher l'appui du roi d'Angleterre. Cette recherche d'une alliance à revers ligue les souverains aragonais et français contre lui. Isolé diplomatiquement, son royaume est envahi et annexé par Pierre le Cérémonieux, à l'exception de la seigneurie de Montpellier qu'il vend à Philippe VI de France. Le produit de cette vente sert à payer l'armée avec laquelle il essaye de reconquérir l'essentiel de son royaume en débarquant sur l'île de Majorque, mais il y meurt en 1349 à la bataille de Llucmajor.

## Histoire

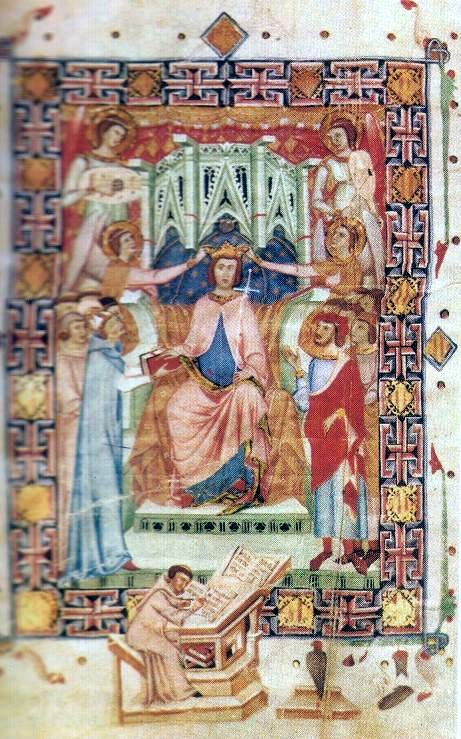
Cette illustration du llivre de privilegis de Majorque représente sans doute Jacques III jurant de respecter les privilèges de l'île à son accession à la majorité en 1335.

Fils de l’infant Ferdinand de Majorque (1278-1316), (fils cadet du roi Jacques II de Majorque), et d’Isabelle de Sabran (1297-1315), prétendante à la principauté d’Achaïe, Jacques naît en 1315, sans doute à Catane. Sa mère meurt très peu de temps après sa naissance ; son père entreprend alors de conquérir en son nom la principauté d’Achaïe. Pour mettre Jacques à l’abri des combats, l’infant Ferdinand confie l'enfant à Ramon Muntaner pour qu'il le conduise à Perpignan et qu'il soit élevé par sa grand-mère Esclarmonde de Foix, veuve du roi Jacques II. Jacques est en effet non seulement l'héritier de l'Achaïe, mais aussi, après son père, de celui du royaume de Majorque, dont le souverain, son oncle Sanche Ier, n’a pas de fils.
Après un voyage périlleux, Ramon Muntaner remet l'enfant à sa grand-mère, après avoir pris soin de le faire reconnaître comme légitime héritier de son père. Ce dernier meurt en 1316, vaincu par Louis de Bourgogne, son rival pour la principauté d’Achaïe. Le roi Sanche, soucieux de préserver son royaume des ambitions de son cousin le roi Jacques II d'Aragon, fait de Jacques son héritier. Lorsque Sanche meurt en 1324, se pose toutefois le problème de la régence du royaume de Majorque. En effet, le seul frère de Sanche encore en vie, Philippe, est un ecclésiastique, donc peu apte à prendre en main le royaume. Jacques d'Aragon fait alors valoir ses droits, comme plus proche cousin en ligne masculine de Jacques de Majorque ; le comte de Foix fait valoir qu'il est le cousin le plus proche, mais en ligne féminine. Les différents lignages de l'aristocratie roussillonnaise prennent parti pour l'un ou l'autre des prétendants à la régence, ce qui amène un grand désordre qui n'est pas résolu par la reconnaissance, à la fois par le roi d'Aragon et le comte de Foix, de l'infant Philippe comme régent. Pour sceller la paix, Jacques III, qui a neuf ans, épouse en 1325 l'infante Constance, petite-fille de Jacques d'Aragon, qui en a trois.
Comme prix de sa reconnaissance de Philippe, Jacques II d'Aragon impose au royaume de dures conditions économiques. Les finances majorquines sont minées par l'aide due au roi d'Aragon pour la conquête du royaume de Sardaigne. Il semble que Jacques III soit à cette date, encore reconnu comme prince par une large part de l'aristocratie d’Achaïe. En 1335, Jacques est reconnu majeur et s'attache à réorganiser son royaume. En 1337, il promulgue les lois palatines qui mettent en place une étiquette de cour qui est reprise par la suite par la majeure part des cours d'Occident. Le royaume de Majorque ne peut toutefois survivre qu’en maintenant la paix avec le royaume d’Aragon. Or, en 1336, Pierre IV d'Aragon accède au trône à Barcelone. Malgré leur jeunesse et leur proche parenté, les deux cousins se vouent une haine farouche. Pierre tente de réimposer à Jacques le serment de vassalité auquel Jacques II d'Aragon avait renoncé en 1295.
En 1331, Jacques III âgé de 16 ans fait hommage à Philippe VI de France pour la ville de Montpellier, que sa famille tient d'un mariage. Montpellier est située dans le royaume de France mais est une possession du roi de Majorque, à l'instar de la Guyenne pour le roi d'Angleterre. Le royaume de Majorque est lui-même État vassal du royaume d'Aragon mais supporte mal le poids fiscal de cette vassalité imposée par la force. Montpellier a elle-même beaucoup d'indépendance étant à trois jours de marche du reste des possessions continentales du roi de Majorque en Roussillon, et est commercialement dépendante du Languedoc. L'usage de monnaies françaises y est courant et ses intérêts commerciaux la poussent vers le royaume de France. Suspicieux quant aux velléités d'indépendance de Jacques III de Majorque qui a rechigné à lui rendre hommage, Pierre IV d'Aragon dit le Cérémonieux travaille à la réunion des deux couronnes.

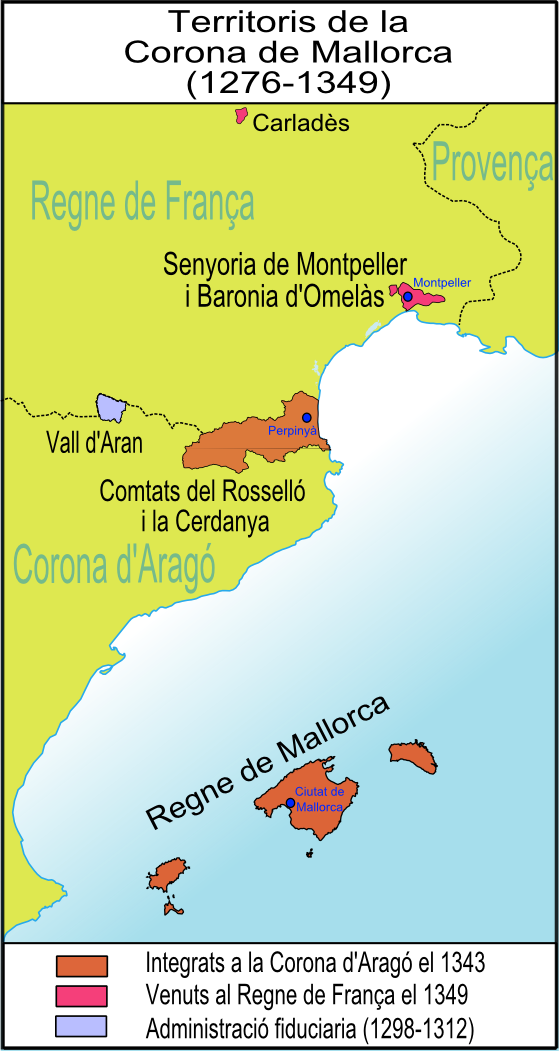
Royaume de Majorque.

En 1339, alors que la guerre de Cent Ans a débuté, inquiété par les rumeurs de mariage d'un fils de Jacques III avec une fille d'Édouard III colportées par le roi d'Aragon qui travaille activement à isoler son vassal, Philippe VI somme le roi de Majorque de renouveler son hommage pour la ville de Montpellier. Jacques III lui répond qu'il doute de la légalité de cet hommage et s'en remet au pape. Voyant que la France est mise en difficulté par l'Angleterre, Jacques III fait organiser des joutes à Montpellier ce qui est en contradiction avec l'ordre du roi de France qui les a interdites en temps de guerre : c'est une remise en cause claire de la souveraineté de Philippe VI sur Montpellier. Pierre IV joue double jeu assurant à Jacques qu'il l'aiderait militairement en cas de conflit avec la France, poussant le roi de Majorque à s'affirmer, de plus en plus enclin à une alliance avec le roi d'Angleterre, mais dans le même temps, il fait alliance avec le roi de France. Philippe VI fait saisir la ville de Montpellier et les vicomtés d'Omella et de Carladès et charge Jean II le Bon de monter une armée pour entrer en Roussillon. Mais Jacques III se rend compte qu'il a été joué par le roi d'Aragon et fait amende honorable. Philippe VI a bien compris que les jeux sont faits. Il approuve l'alliance avec Pierre le Cérémonieux et rend ses possessions françaises au roi de Majorque sachant pertinemment que celui-ci ne pourra pas les conserver cerné par une si puissante alliance. Pierre IV ouvre en 1343 un procès pour trahison de son beau-frère, ce qui lui permet de revendiquer sa couronne. Fort de cette légitimité, il envahit les Îles Baléares en 1343. Les armées de Jacques sont défaites à la bataille de Santa Ponça. En 1344, Pierre envahit le Roussillon et la Cerdagne. Philippe VI soutient l'offensive aragonaise en interdisant tout ravitaillement du roi de Majorque en armes, vivres ou chevaux, le 5 septembre 1343. Complètement isolé, Jacques III doit se rendre et remettre son royaume à son cousin. Son sort est scellé par les Corts à Barcelone, où il est décidé de lui laisser son fief de Montpellier. Mais il refuse et s’enfuit chez un de ses amis, Gaston Fébus, comte de Foix, avec une quarantaine de ses chevaliers. Il reste néanmoins en possession de la seigneurie de Montpellier, située en royaume de France et sur laquelle Pierre IV n'a aucun droit. De là, il lance plusieurs attaques infructueuses sur le Roussillon. Il rencontre Philippe VI à Avignon, lui revend la ville de Montpellier et engage une partie de la Cerdagne et du Roussillon le 18 avril 1349 pour 120 000 écus d'or et put ainsi se reconstituer une armée et une flotte imposantes avec lesquelles il attaque Majorque. Les accords stipulent qu'il conserve les droits sur sa ville jusqu'à sa mort. Celle-ci survient le 25 octobre 1349, à la bataille de Llucmajor : Montpellier appartient désormais à la couronne de France, la Cerdagne et le Roussillon sont par contre contestés par le roi d'Aragon et restent aragonais et catalans. Les enfants du roi de Majorque, Jacques et Isabelle, sont emmenés en captivité à Barcelone. Jacques IV de Majorque fut prétendant au trône de Majorque, mais ne put jamais l'arracher à la couronne d'Aragon. À sa mort en 1375, la dynastie de Majorque s'éteignit définitivement. Sa sœur, Isabelle Ire de Majorque, céda en effet rapidement ses droits au duc Louis Ier d'Anjou.

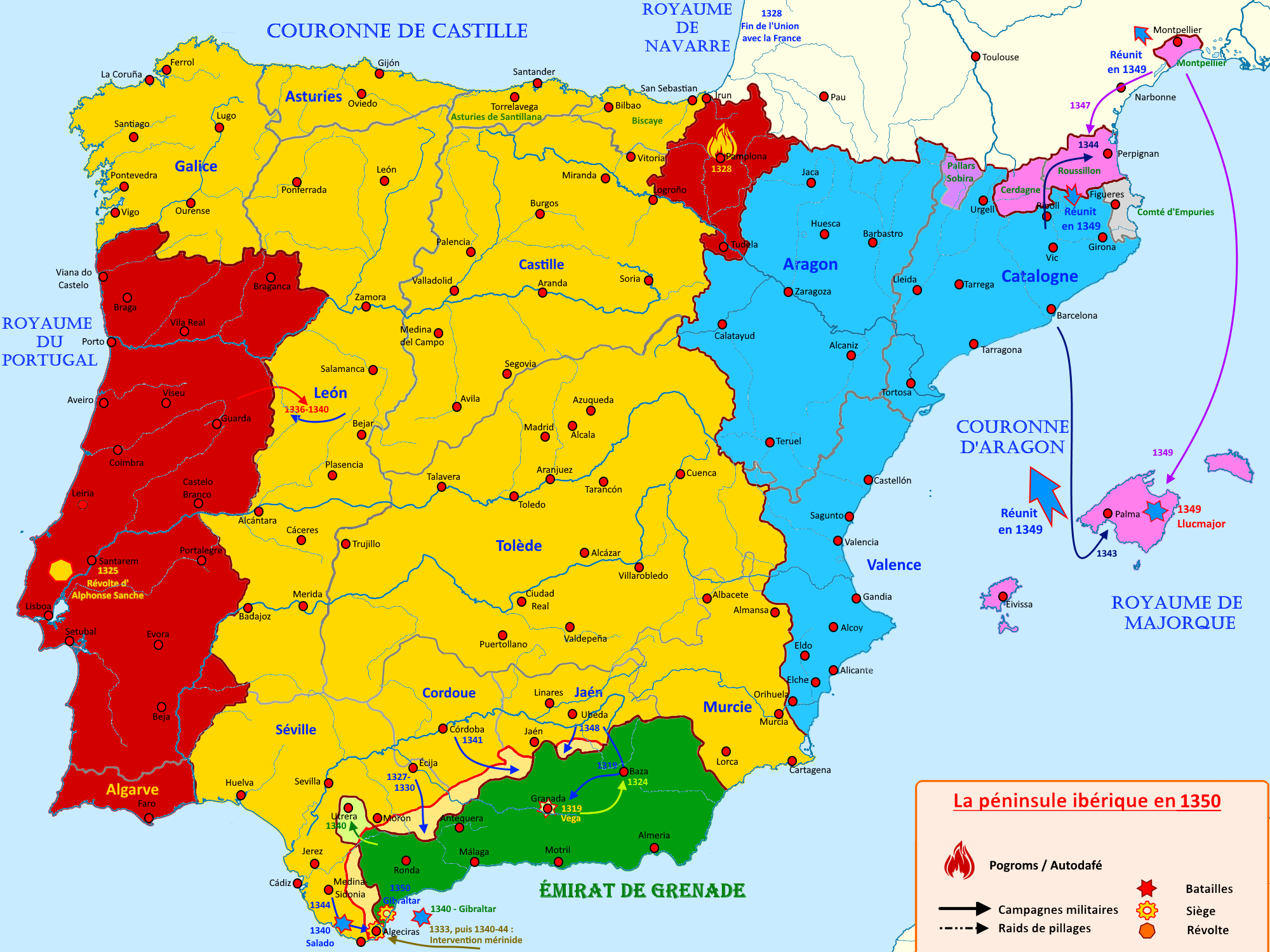
Le royaume de Majorque de 1314 à 1350

## Les Lois palatines
(mai 2008).
Améliorez-le ou discutez des points à vérifier. 
 (mai 2008).
Les Lois palatines sont promulguées le 9 mai 1337.
On a cru très longtemps, que le livre des Lois palatines avait reçu l’influence du régent Felip (Philippe), ou même, que c’était son œuvre.
Aujourd’hui, il est confirmé que le véritable auteur a bien été le roi Jaume III (Jacques III), et lui seul. Cela démontre la solide culture et l’esprit novateur de ce jeune homme de vingt-deux ans ! 
Écrit en latin, le livre a été réalisé à Palma de Majorque, probablement par la même équipe de copistes et d’enlumineurs qui ont déjà produit deux autres précieux manuscrits : le Llibre dels Privilegis dels Reys de Mallorca (daté de 1334 et conservé aux Archives del Reialme de Mallorca à Palma) et le Còdex de les Franquícies de Mallorca (Codex des Franchises, conservé aux archives de la Couronne d’Aragon à Barcelone).
Certes, dans beaucoup de pays, il existe des règlements concernant la Cour royale, mais, les Lois palatines de Jacques III sont exceptionnelles et remarquables par la description minutieuse de chaque fonction, aussi modeste soit-elle.
L’objectif final est, avant tout, de défendre et de conserver le royaume de Majorque en le mettant à l’abri des divisions internes et des périls externes.
Les problèmes sont bien réels.
Du point de vue interne, c’est la rébellion contre le régent Philippe que Jacques a vécue douloureusement pendant son enfance à Perpignan.
Du point de vue externe, ce sont les appétits de conquête du roi de France sur Montpellier et ceux du souverain de Catalogne-Aragon sur tout le royaume de Majorque.
Les Lleis Palatines de Jacques III représentent donc un acte politique, un effort pour affirmer son autorité et son prestige.
Il est vrai que, vu de l’extérieur, le royaume de Majorque donne l’image d’un royaume en plein épanouissement, avec sa cour brillante, son organisation méticuleuse et son administration efficace.
Les Lois palatines sont promulguées dans la ville de Palma le 9 mai 1337. Le manuscrit est une splendeur ; il compte 74 feuillets, formant un total de 148 pages écrites, en plusieurs couleurs, avec huit grandes représentations de scènes de la Cour. Dans l’introduction, Jacques III déclare que les Lois palatines ont été lues intégralement devant son Conseil royal ; il ordonne qu’elles soient observées strictement par chacun. Nous apprenons que le Conseil royal, composé de nobles et de clercs, compte 14 membres.
Le roi annonce qu’il a repris un grand nombre de règles déjà appliquées précédemment : il les confirme et il en ajoute d’autres. Puis, Jacques III se lance dans une métaphore ; selon lui, les fonctions et les métiers de sa Maison royale peuvent être comparés au corps humain où tous les membres ont une fonction propre et doivent l’accomplir suivant un plan établi par le créateur.
Le roi décrit les quatre services principaux : majordom, camarlenc, canceller, mestre racional.
Le majordom et le camarlenc sont des nobles, mais en fait, ils exercent leur fonction uniquement lors des principales fêtes de l’année.
Parmi toute la fourmilière qui s’active dans le Palau Reial (château royal), il faut distinguer deux groupes, d’abord le personnel qui habite sur place, puis, les officiers de haut-rang, chargés de missions honorifiques, et bqui n’y résident pas en permanence.
Les quatre services de la cour du roi sont donc le service du Palau Reial sous les ordres du majordom (63 personnes à son service), celui du camarlenc (54 personnes), celui du canceller (30 personnes) et celui du mestre racional (6 personnes).
La cour du roi se compose donc d’environ 150 personnes.
En y ajoutant les familiers et les invités, ainsi que le personnel de la reine, on peut estimer que, lorsque le roi séjourne à Perpinyà ou à Palma, il est entouré d'environ 300 personnes.
Voici quelques points particuliers.
Huit personnes sont affectées au transport du courrier à cheval et en bateau.
Signe de méfiance, les serviteurs doivent goûter les aliments qui vont être présentés au roi, même l’hostie doit être partagée avec le prêtre lors de la communion à la chapelle du château.
Jacques III, en plus de l’hommage traditionnel, exige de chacun de ses conseillers, un hommage particulier et personnel.
Pour les fêtes de Noël, d’Épiphanie, de Pâques et de Pentecôte, sont organisés de grands festins où il apparaît serein et souriant au milieu de ses sujets.
Le manuscrit original, en excellent état de conservation, se trouve à la Bibliothèque royale de Bruxelles, en Belgique.
On y voit les quatre grands officiers et quelques-uns de leurs subordonnés dans l’exercice de leurs fonctions.
Le majordom (maître d’hôtel), avec sa baguette, demande aux domestiques de disposer le couvert.
Le camarlenc (grand chambellan), l’épée à la main, donne ses ordres, tandis que deux camerers apprêtent les habits du roi. La fonction de canceller (chancelier) est remplacée par le conseil royal que le souverain préside assis sur le trône.
Le mestre racional (maître des comptes financiers) et ses secrétaires reçoivent des paiements et des sommes d’argent.

### Extrait du texte (rédigé en latin)
« Le majordom, pris dans la noblesse, est chargé du service de la table : il porte une baguette en signe de commandement. Il s’occupe d’inviter et de placer les convives, précède le roi lorsqu’il se rend à table et lorsqu’il en sort, va chercher les plats à la cuisine avec un sergent d’armes et des écuyers, goûte chaque plat et le fait goûter par le camarlenc, fait goûter également le pain et le vin par le bouteiller, surveille les serviteurs, etc. Il exerce une juridiction et juge certaines causes. Il a sous ses ordres le personnel suivant (dont le rang est soigneusement fixé) : deux majordoms suppléants, nobles comme lui ; quatre écuyers pour servir à boire, dont l’un, noble, doit goûter les boissons et veiller à la propreté des coupes à boire ; un bouteiller et un sous-bouteiller, chargés notamment de distribuer aux pauvres le vin et le pain détériorés et de précéder le roi en voyage; un panetier ou boulanger, pour faire le pain et les pâtés ; plusieurs écuyers chargés de découper les aliments, dont un noble, pour trancher les viandes avec art, offrir le sel, le pain, l’eau, etc. ; quatre écuyers porte-assiettes, dont un noble, ayant mission de porter les assiettes dans un ordre déterminé et d’une certaine façon, recouvertes par une serviette blanche pendue à leur cou ; puis, plusieurs écuyers pour porter les plats, mais n’ayant pas le droit de les poser sur la table, soin réservé à d’autres ; un dépensier et un sous-dépensier, faisant les provisions; un certain nombre d’officiers de la cuisine de la bouche avec leurs auxiliaires, notamment deux bons coqs et un argentier ; des cuisiniers ordinaires pour les serviteurs, avec leurs argentiers particuliers ; un employé ou museum, tenant la clef du garde-manger; des porteurs d’eau ; des maîtres d’écurie, des chevaucheurs, un civadier, préparant la nourriture des chevaux, les selles, les harnais, et portant la mante du cheval du roi ; un maréchal-ferrant ; des valets d’écurie ; un grand fauconnier et des fauconniers ordinaires ; un veneur gardant la meute; un algotzir (alguazil), chargé d’arrêter et d’incarcérer les coupables ; un procureur fiscal, assistant le majordom dans l’exercice de sa juridiction ; un zemblier, s’occupant des bagages et des provisions de voyage, avec plusieurs, auxiliaires ; enfin cinq mimes ou jongleurs, dont deux jouant de la trompette, un autre du tambour, et deux autres jouant de divers instruments, afin d’animer les soldats en guerre et d’égayer les repas quotidiens, excepté les vendredis et durant le carême. En effet, le roi et ses convives doivent montrer un visage joyeux, surtout les jours de fête. Des festins sont donnés aux quatre grandes fêtes de l’année. Le nombre des plats est fixé à deux pour les repas ordinaires et à trois pour les festins ; mais cela doit s’entendre des grands plats ou des plats montés, auxquels s’ajoutent des petits plats en nombre indéterminé. Au dessert, une ou deux sortes de fruits, suivant la saison, sont mises sur la table, de même qu’au début du repas ; à leur défaut, des fromages. Toute la vaisselle est d’argent; les coupes à boire sont dorées ou en simple argent, suivant la qualité des convives; des vases d’argent servent à se laver les mains à la fin du dîner. »